# Jesse Eisenberg
Jesse Adam Eisenberg (Nueva York, 5 de octubre de 1983) es un actor, actor de voz, escritor, dramaturgo y humorista estadounidense. Su papel debut fue en la película The Emperor's Club (2002), The Village (2004), The Squid and the Whale (2005), The Living Wake (2007) y The Education of Charlie Banks (2007). Fue nominado para mejor actor en los premios Óscar por su papel en The Social Network (2010) y al Premio Golden Raspberry en 2016, al peor actor de reparto por su papel de Lex Luthor.
En 2007 fue honrado con el Premio Rising Star del Festival de Cine de Vail por su papel de Mills Joquin en The Living Wake. En 2009 protagonizó la comedia dramática Adventureland y la comedia de terror Zombieland, por la que ganó aclamación por parte de la crítica. Posteriormente interpretó al fundador de Facebook, Mark Zuckerberg, en The Social Network (2010), por la que recibió nominaciones a los premios Globo de Oro y premios Óscar en la categoría de Mejor Actor. También actuó en Holy Rollers (2010), nominado al Grand Jury Prize en el Festival de Cine de Sundance de 2010. Ha prestado su voz para Blu, el personaje principal de las películas de animación Río (2011) y Río 2 (2014), y protagonizó la comedia 30 Minutes or Less (2011) y la película de suspenso Now You See Me (2013) . Vuelve a compartir pantalla con Kristen Stewart en la película de acción y comedia American Ultra, que filmó en abril de 2014.

## Biografía
Nació en el barrio neoyorquino de Queens en una familia de origen judío asquenazí. Es hijo de Amy Fishman y Barry Eisenberg, un profesor de universidad. Tiene dos hermanas, Hallie Kate Eisenberg una antigua estrella infantil famosa por ser la "chica pepsi" y Paulie. El actor se crio entre su barrio y el Municipio de East Brunswick, Nueva Jersey, asistió al East Brunswick Public Schools, Hammarskjold Middle School, Churchill Junior High School y un año en East Brunswick High School.
Luchó para encajar en la escuela y comenzó a actuar en obras de teatro a los diez años de edad. Él dijo: "Cuando interpreto un papel, me siento más cómodo, ya que te dan una forma prescrita de comportarte." Después de graduarse de la escuela secundaria, estudió antropología en The New School en Greenwich Village, Nueva York. Originalmente, aplicó y fue aceptado en la Universidad de Nueva York, pero no se inscribió con el fin de completar un papel en una película. Eisenberg hizo su primer papel profesional en la obra de Arje Shaw Off-Broadway, The Gathering, fue suplente en su debut en Broadway y actuó en el renacimiento de Summer and Smoke en 1996.

## Trayectoria profesional

### Inicios de carrera (1999-2008)

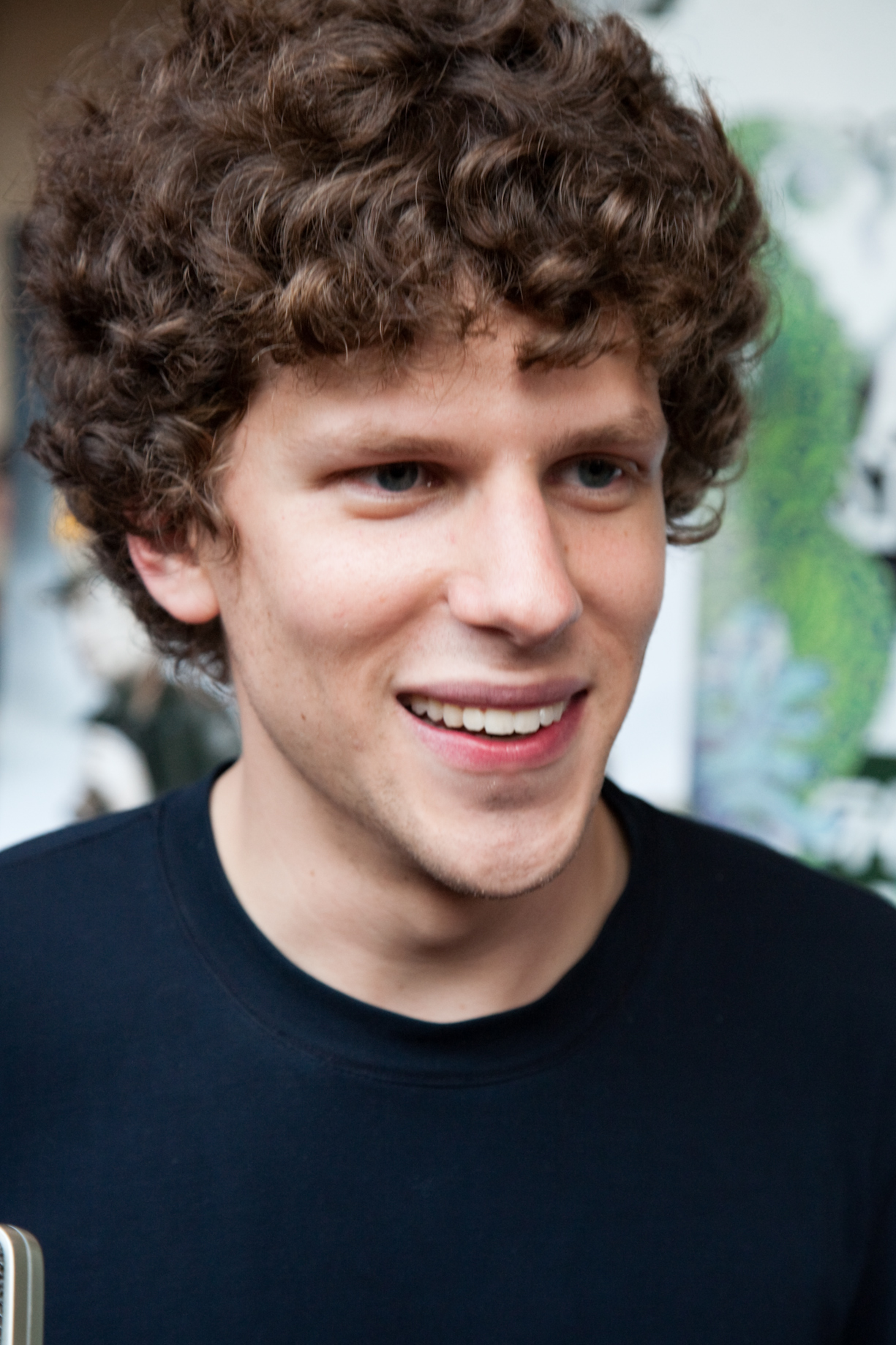
Jesse Eisenberg en la premier de Zombieland en 2009.

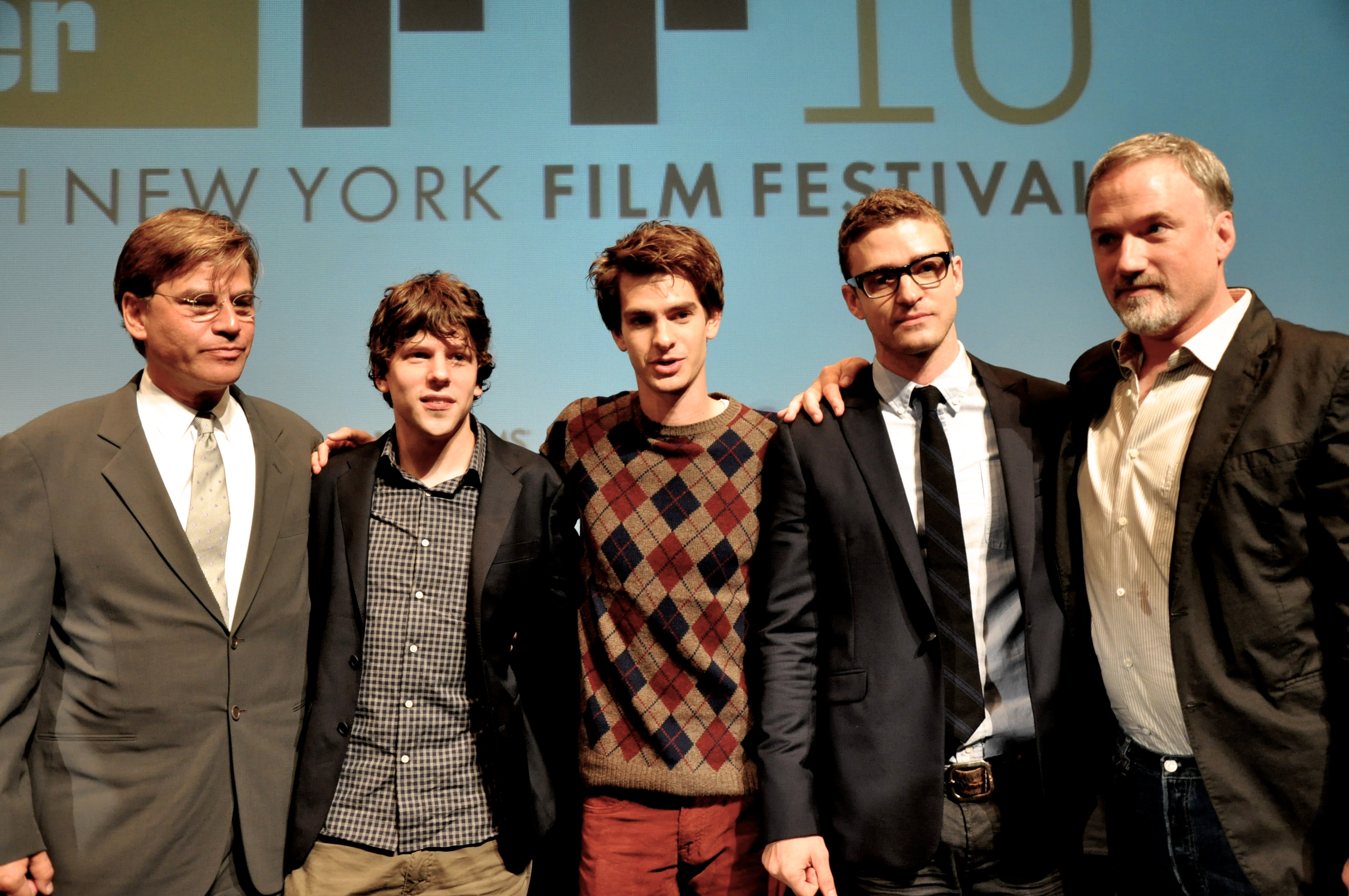
Aaron Sorkin, Jesse Eisenberg, Andrew Garfield, Justin Timberlake y David Fincher en el estreno de The social network en el Festival de Cine de Nueva York.

Eisenberg hizo su papel debut en la serie de televisión Get Real, de 1999 a 2000. En 2001 apareció en un comercial de Dr. Pepper en el Reino Unido. Después de aparecer en la película hecha para la televisión Lightning: Fire from the Sky, protagonizó la película independiente Roger Dodger (por la que ganó un premio en el festival de cine de San Diego), y en The Emperor's Club, las cuales fueron lanzadas en 2002 recibiendo generalmente críticas positivas.
En 2005 apareció en Cursed, una película de terror dirigida por Wes Craven, y en The Squid and the Whale, un drama independiente que recibió éxito por parte de la crítica también protagonizado por Laura Linney y Jeff Daniels. En 2007, protagonizó junto a Richard Gere y Terrence Howard The Hunting Party, un thriller cómico en el que interpreta a un joven periodista en Bosnia. En 2009 Eisenberg interpretó el papel principal en Adventureland, una comedia dirigida por Greg Mottola y filmada en Kennywood Park, cerca de Pittsburgh, Pensilvania. El rodaje terminó en octubre de 2007, y la película se estrenó en el Festival de Cine de Sundance en 2009. En noviembre de 2007, audicionó para el drama indie, Holy Rollers. Interpretó a un joven judío jasídico que se ve atraído a convertirse en un distribuidor de éxtasis. El rodaje tuvo lugar en Nueva York en 2008. A finales de la década del 2000 tuvo papeles en las películas independientes Solitary Man, interpretando a Cheston, y Camp Hope, una película de terror dirigida por George Van Buskirk.

### DeZombielandaThe Social Network(2009-2011)
Su papel revelación fue el neurótico de Columbus en Zombieland. La comedia de terror que lo empareja con Woody Harrelson en un viaje a través Estados Unidos tras un apocalipsis zombi, fue un éxito sorpresa. En 2010 protagonizó junto a Andrew Garfield el papel del creador de Facebook Mark Zuckerberg en la película The social network, por la que obtuvo el Premio al Mejor Actor en el National Board of Review, y nominaciones a Mejor Actor en los Globos de Oro y Premio de la Academia. El 22 de noviembre de 2010, fue galardonado junto con Whoopi Goldberg, Joycelyn Engle y Harvey Krueger, en la Cena de Gala y subasta de fantasía de los Children at Heart, a beneficio de los niños de Chernobyl. Steven Spielberg es presidente del evento cada año. El 29 de enero de 2011, Eisenberg fue anfitrión en Saturday Night Live en NBC, y su invitado musical fue Nicki Minaj. Durante su monólogo de apertura, Eisenberg estuvo acompañado por el creador de Facebook Mark Zuckerberg.

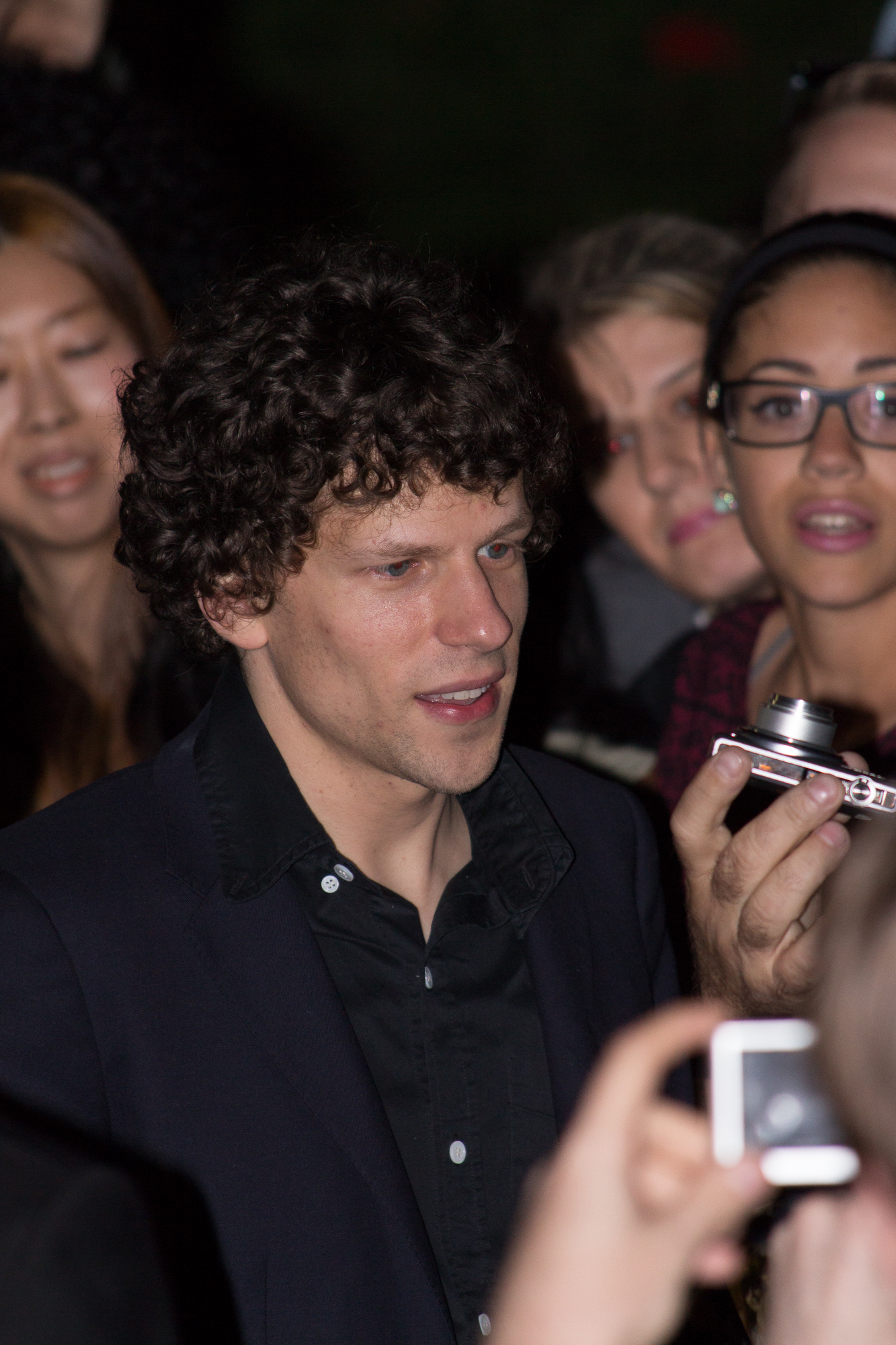
Jesse Eisenberg en el Festival Internacional de Cine de Toronto en septiembre de 2013.

En 2011, actuó en el hit animado Río, como el personaje principal Blu, un guacamayo de Spix que aprende a volar, protagonizada junto a Anne Hathaway, su excompañera de reparto (y hermana en pantalla) de Get Real, George López, Jake T. Austin, Tracy Morgan, Jemaine Clemente, Leslie Mann, Rodrigo Santoro, will.i.am y Jamie Foxx. Contribuyó con su voz para algunas de las canciones de la banda sonora, "Real in Rio". También actuó en 30 Minutes or Less, que fue lanzada en agosto de 2011. En octubre de 2011, hizo guion debut Off-Broadway en la producción teatral Rattlestick Playwrights de Asunción, presentada en Cherry Lane. Eisenberg también actuó en la obra de teatro que fue dirigida por Kip Fagan. La obra pone de relieve a dos amigos liberales que son desafiados por su nuevo compañero de piso filipino, interpretado por Camille Mana.

### Trabajo como dramaturgo y papeles actorales (2012–2019)
En 2012, protagonizó junto a Melissa Leo, Why Stop Now, un drama sobre una madre adicta a las drogas y su hijo, un prodigio del piano y en la comedia romántica To Rome with Love. También en 2012, presentó una demanda de $3 millones de dólares alegando que fue explotado por los productores de la película, Camp Hell. Según la demanda, en 2007 Eisenberg estuvo de acuerdo en aparecer en Camp Hell como un favor para sus amigos. Él estaba en el set para un solo día de rodaje, y apareció sólo unos minutos del tiempo total de pantalla. Debido a que solo estuvo implicado mínimamente en la película, se sorprendió al ver su cara en un lugar destacado en la portada del DVD, lo que implica que protagonizó en la película.

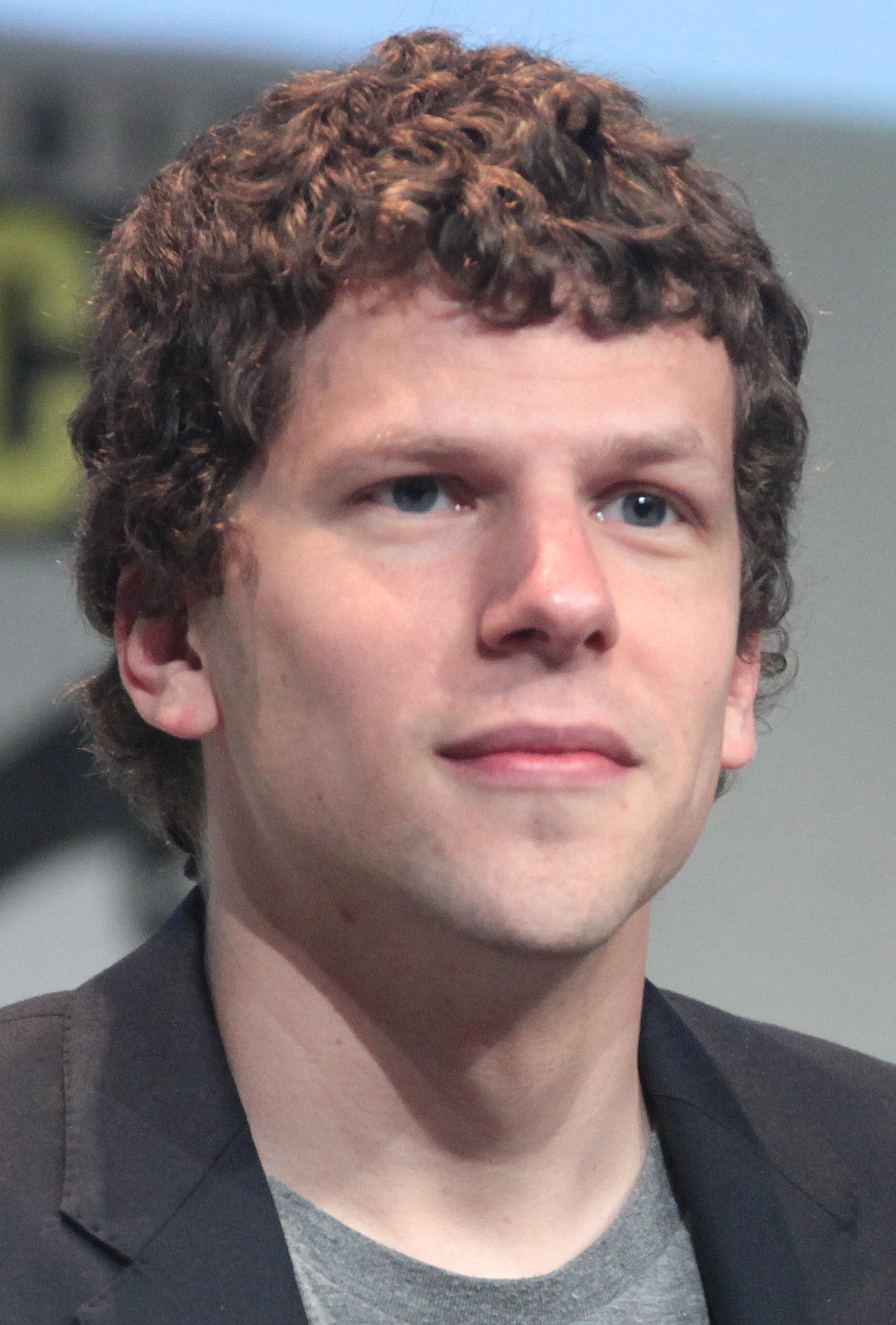
Jesse Eisenberg en la Convención Internacional de Cómics de San Diego de 2015.

En 2013, Eisenberg se reunió con Woody Harrelson para el thriller de magia Now You See Me. Planea escribir para teatro y cine. Fue protagonista en al drama de Richard Ayoade The Double, que fue filmado en 2012, y repitió su papel como Blu en Río 2 (2014). En noviembre de 2013, se anunció que protagonizará junto a Kristen Stewart American Ultra, una comedia de acción.
El 31 de enero de 2014, Warner Bros. anunció que Eisenberg había sido elegido para el papel antagónico de Lex Luthor en la secuela de Man of Steel, película de 2016,  pero su actuación en particular fue criticada por los fanáticos del cómic y críticos de cine, más tarde ganó el Premio Golden Raspberry al peor actor de reparto. Se defendió diciendo que intentó "hacer que estas personas fueran reales, identificables, interesantes y atractivas".
En 2015, Eisenberg interpretó al periodista de la revista Rolling Stone David Lipsky en la película biográfica The End of the Tour, actuando junto a Jason Segel, quien dio vida al fallecido autor David Foster Wallace.
La tercera obra de Eisenberg, The Spoils, se estrenó fuera de Broadway en el New Group Perishing Square Signature Center Alice Griffin Box Theatre. La obra, en la que Eisenberg interpretó a Ben, también contó con las actuaciones de Kunal Nayyar, Michael Zegen, Erin Darke y Annapurna Sriram. Fue ganadora del premio Theatre Visions Fund otorgado por la Fundación Blanche e Irving Laurie.
El 8 de septiembre de 2015, Eisenberg publicó su primer libro, Bream Gives Me Hiccups, una colección de piezas humorísticas breves.
Eisenberg forma parte del Consejo Asesor de Playing On Air, un programa/pódcast de radio pública que trabaja con dramaturgos contemporáneos para producir obras para "la audiencia digital actual".
Ha escrito una obra breve para Playing On Air, titulada A Little Part of All of Us (2015), que protagonizó junto a Justin Bartha.
También ha prestado su voz para otras dos obras: The Final Interrogation of Ceaucescu's Dog (2015), escrita por Warren Leight, y The Blizzard (2016), escrita por David Ives y dirigida por John Rando.
En 2024, durante una entrevista, afirmó que el papel de Luthor lastró su carrera: “Nunca lo había dicho antes y es un poco vergonzoso admitirlo, pero realmente creo que dañó mi carrera de una manera real, porque fui mal recibido en algo tan público. He estado en cosas mal recibidas que simplemente no ven la luz del día, y en su mayor parte, nadie lo sabe, pero esto fue muy público, y no leo anuncios ni críticas ni prensa cinematográfica ni nada, así que no era consciente de lo mal recibido que fue”.

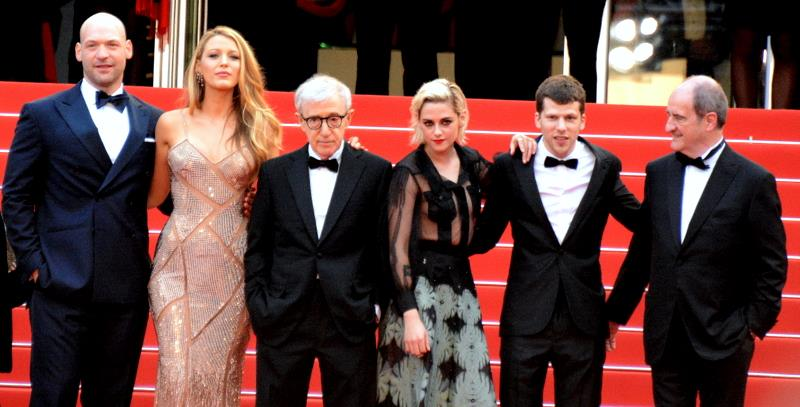
Eisenberg con el elenco de Café Society en el Festival de Cannes de 2016

Posteriormente, Eisenberg volvió a trabajar con Woody Allen y Kristen Stewart en la película Café Society. La película tuvo su estreno mundial en el Festival de Cine de Cannes el 11 de mayo de 2016.
Luego repitió su papel como el mago callejero J. Daniel "Danny" Atlas en Now You See Me 2, estrenada el 10 de junio de 2016. La película fue filmada principalmente en Londres y Macau y recaudó más de 267 millones de dólares en todo el mundo. Lionsgate anunció que ya estaba en planeación una tercera entrega.
El 2 de junio de 2016, la obra The Spoils inició una temporada en los Trafalgar Studios de Londres, dirigida nuevamente por Scott Elliott. Eisenberg retomó su papel protagónico, y los personajes de Zegen y Darke fueron sustituidos por Alfie Allen y Katie Brayben, respectivamente.
En mayo de 2016, Eisenberg insinuó que volvería como Lex Luthor en la película Justice League (2017). El comunicado oficial de Warner Bros. del 22 de diciembre de 2016 confirmó su regreso. Apareció como Luthor en la escena poscréditos junto a Joe Manganiello como Deathstroke.
También participó en la comedia oscura The Art of Self-Defense (2019) junto a Imogen Poots y Alessandro Nivola. La fotografía principal comenzó el 11 de septiembre de 2017 en Louisville, Kentucky.
En 2018, Eisenberg protagonizó junto a Alexander Skarsgård el drama tecnológico The Hummingbird Project.
Ese mismo año produjo el documental The World Before Your Feet, sobre Matt Green, un hombre que ha recorrido más de 9,000 millas a pie en Nueva York.
El documental tuvo su estreno en el Festival South by Southwest y fue adquirido por Greenwich Entertainment. Fue lanzado en noviembre de 2018 con una aprobación del 100 % en Rotten Tomatoes.
En 2019, Eisenberg protagonizó la secuela Zombieland: Double Tap, dirigida por Ruben Fleischer. También estrenó su nueva obra teatral, Happy Talk, producida por The New Group. La historia trata sobre una mujer suburbana que intenta cuidar a su familia mientras actúa en una producción comunitaria de South Pacific. Originalmente titulada Yea, Sister, fue dirigida por Scott Elliott.
Ese mismo mes, Eisenberg apareció en la serie serbia Žigosani u reketu como el dueño de un club de la NBA.

### 2020-presente
Eisenberg interpretó a Marcel Marceau en la película de 2020 Resistance, escrita y dirigida por Jonathan Jakubowicz, centrada en la participación de Marceau en la Resistencia francesa durante la Segunda Guerra Mundial. También reapareció como Luthor en la escena poscréditos de La Liga de la Justicia de Zack Snyder, junto a Joe Manganiello.
Eisenberg protagonizó el papel de Toby Fleishman en la miniserie limitada de FX La nueva vida de Toby, junto a Lizzy Caplan. Creada por Taffy Brodesser-Akner, es una adaptación de su novela debut, superventas del The New York Times, Fleishman está en apuros.
La serie se estrenó en FX on Hulu el 17 de noviembre de 2022.
Eisenberg hizo su debut como director de largometrajes con la película When You Finish Saving the World, adaptada de su propia serie original en formato audiolibro, When You Finish Saving the World. La película está protagonizada por Julianne Moore y Finn Wolfhard y fue producida por su compañera de reparto en Zombieland, Emma Stone. La cinta se estrenó en el Festival de Cine de Sundance de 2022 y fue lanzada en cines el 20 de enero de 2023.
Ese mismo año, Eisenberg interpretó al personaje principal, Ralphie, en la película Manodrome, y recibió críticas favorables por su actuación.

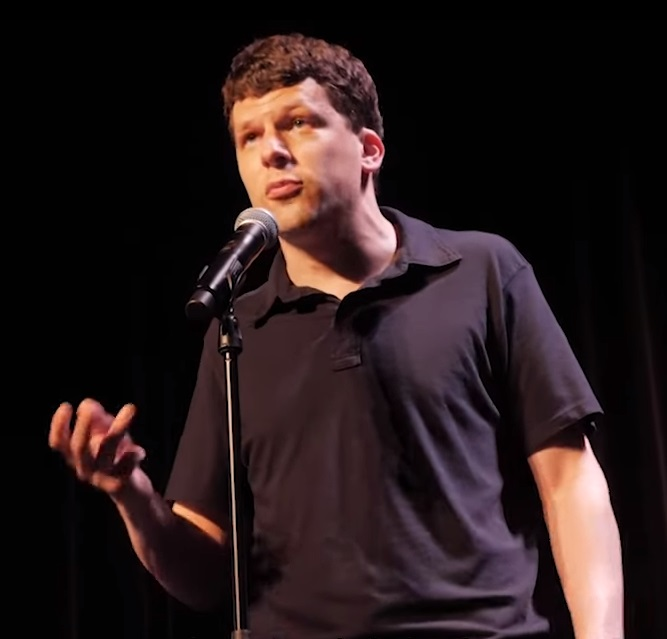
Jesse Eisenberg en la edición 75 del Festival de Cine de Cannes en 2022.

Dirigió y escribió la comedia dramática A Real Pain (2024), película en la que también actuó junto a Kieran Culkin. Tuvo su estreno mundial en el Festival de Cine de Sundance de 2024, donde recibió críticas positivas. Searchlight Pictures pagó 10 millones de dólares por los derechos de distribución. Obtuvo dos nominaciones al Globo de Oro a Mejor actor en una película: musical o comedia y Mejor guion, así como una nominación al Premio de la Academia al Mejor guion original. 

## Vida personal
Eisenberg es amante de los gatos y ha estado involucrado en la adopción de animales. Es vegano. Se asoció con Farm Sanctuary y se ha presentado a varias de sus galas. Su cuento Marv Albert is My Therapist apareció en The New Yorker en 2013. También ha mencionado que disfruta montar su bicicleta en la ciudad de Nueva York.
Durante el rodaje de The Hunting Party en Bosnia y Herzegovina en 2006 se le ocurrió una idea para un sitio web de juegos de palabras donde la gente podía responder a un tema cada día en un intento de "subir de nivel" dependiendo de la inteligencia de su respuesta. Acudió a su primo hermano, Eric Fisher, quien, por cierto, recientemente fue el evangelista de Diseño Social en Facebook para crear el sitio, mientras que la base de usuarios se construye exclusivamente en Facebook.
Eisenberg sufre de TOC y es muy abierto al respecto. Él dijo de su enfermedad: «Me toco la punta de los dedos de una manera extraña, no piso las grietas; si voy paso de una superficie a otra nueva  - ya sea de moqueta a cemento, o de cemento a madera, o de madera a cemento, cualquier nueva superficie - tengo que cerciorarme de que todas las partes del pie toquen de igual manera el suelo antes de que lo toque. Así que muy a menudo vacilo antes de entrar en una sala nueva».
Desde 2002 hasta 2012 Eisenberg mantuvo una relación con Anna Strout. Durante su ruptura con Strout, él salió con la actriz australiana Mia Wasikowska de 2013 a 2015. En 2016, Eisenberg retomó su relación con Strout, a principios de 2017 ambos recibieron a su primer hijo y se casaron.
En 2025, el actor recibió la nacionalidad polaca de manos del presidente de Polonia, Andrzej Dada a raíz de la película ganadora del Óscar de la Academia,  A real pain, en donde se refleja la historia de su tía abuela quien huye para Estados Unidos al sobrevivir del Holocausto.

## Filmografía

### Cine
| Año  | Título                               | Papel                                    |
| ---- | ------------------------------------ | ---------------------------------------- |
| 2002 | The Emperor's Club                   | Louis Masoudi                            |
| 2002 | Roger Dodger                         | Nick                                     |
| 2004 | The Village                          | Jamison                                  |
| 2005 | The Squid and the Whale              | Walt Berkman                             |
| 2005 | Cursed                               | Jimmy                                    |
| 2007 | The Education of Charlie Banks       | Charlie                                  |
| 2007 | The Hunting Party                    | Benjamin Strauss                         |
| 2007 | One Day Like Rain                    | Mark                                     |
| 2007 | The Living Wake                      | Mills Joaquin                            |
| 2007 | Some Boys Don't Leave (cortometraje) | Niño                                     |
| 2009 | Adventureland                        | James Brennan                            |
| 2009 | Zombieland                           | Columbus                                 |
| 2009 | Solitary Man                         | Daniel Cheston                           |
| 2009 | Beyond All Boundaries                | Fiske Hanley y Benjamin McKinney (voces) |
| 2010 | The social network                   | Mark Zuckerberg                          |
| 2010 | Holy Rollers                         | Sam Gold                                 |
| 2010 | Camp Hope                            | Daniel Jacobs                            |
| 2011 | Río                                  | Blu (voz)                                |
| 2011 | 30 Minutes or Less                   | Nick                                     |
| 2012 | To Rome with Love                    | Jack                                     |
| 2012 | Why Stop Now                         | Eli Bloom                                |
| 2012 | Free Samples                         | Tex                                      |
| 2013 | Now You See Me                       | J. Daniel "Danny" Atlas                  |
| 2013 | Night Moves                          | Josh                                     |
| 2013 | He's Way More Famous Than You        | Él mismo                                 |
| 2013 | The Double                           | Simon/James                              |
| 2014 | Río 2                                | Blu (voz)                                |
| 2015 | The End of the Tour                  | David Lipsky                             |
| 2015 | American Ultra                       | Mike Howell                              |
| 2015 | Louder Than Bombs                    | Jonah                                    |
| 2016 | Now You See Me: The Second Act       | J. Daniel "Danny" Atlas                  |
| 2016 | Batman v Superman: Dawn of Justice   | Lex Luthor                               |
| 2016 | Café Society                         | Bobby Dorfman                            |
| 2017 | Justice League                       | Lex Luthor                               |
| 2018 | The Hummingbird Project              | Vincent Zaleski                          |
| 2019 | Zombieland: Double Tap               | Columbus                                 |
| 2019 | The Art of Self-Defense              | Casey Davies                             |
| 2020 | Vivarium                             | Tom                                      |
| 2020 | Resistance                           | Marcel Marceau                           |
| 2021 | Zack Snyder's Justice League         | Lex Luthor                               |
| 2023 | Manodrome                            | Ralphie                                  |
| 2024 | Sasquatch Sunset                     | Sasquatch macho                          |
| 2024 | A Real Pain                          | David Kaplan                             |
| 2025 | Now You See Me 3                     | J. Daniel "Danny" Atlas                  |

### Televisión
| Año       | Título                             | Papel                      | Notas                                            |
| --------- | ---------------------------------- | -------------------------- | ------------------------------------------------ |
| 1999-2000 | Get Real                           | Kenny Green                | 22 episodios                                     |
| 2001      | Tormenta eléctrica                 | Eric Dobbs                 | Telefilm                                         |
| 2012      | The Newsroom                       | Eric Neal (voz)            | Episodio: "We Just Decided To"                   |
| 2014      | Modern Family                      | Asher                      | Episodio: "Under Pressure"                       |
| 2018      | Žigosani u reketu                  | Dueño de un club de la NBA | Episodio: #1.9                                   |
| 2019      | Live in Front of a Studio Audience | David Brewster             | Episodio: "'All in the Family' and 'Good Times'" |
| 2023      | Fleishman Is in Trouble            | Dr. Toby Fleishman         | 8 episodios                                      |

### Director
| Año  | Título                           | Notas                     | Ref(s) |
| ---- | -------------------------------- | ------------------------- | ------ |
| 2023 | When You Finish Saving the World | Como director y guionista | [ 72 ] |
| 2024 | A Real Pain                      | Como director y guionista | [ 72 ] |

## Premios y nominaciones
Premios Óscar
| Año  | Categoría            | Película           | Resultado |
| ---- | -------------------- | ------------------ | --------- |
| 2011 | Mejor actor          | The Social Network | Nominado  |
| 2025 | Mejor Guion Original | A Real Pain        | Nominado  |

Globos de Oro
| Año  | Categoría                       | Película           | Resultado |
| ---- | ------------------------------- | ------------------ | --------- |
| 2011 | Mejor actor - drama             | The Social Network | Nominado  |
| 2025 | Mejor actor - Comedia o musical | A Real Pain        | Nominado  |

Premios BAFTA
| Año  | Categoría            | Película           | Resultado |
| ---- | -------------------- | ------------------ | --------- |
| 2011 | Mejor Actor          | The Social Network | Nominado  |
| 2025 | Mejor guion original | A Real Pain        | Ganador   |

Premios del Sindicato de Actores
| Año  | Categoría     | Película           | Resultado |
| ---- | ------------- | ------------------ | --------- |
| 2011 | Mejor reparto | The Social Network | Nominado  |
| 2011 | Mejor actor   | The Social Network | Nominado  |

Independent Spirit Awards
| Año  | Categoría              | Película                | Resultado |
| ---- | ---------------------- | ----------------------- | --------- |
| 2005 | Mejor actor de reparto | The Squid and the Whale | Nominado  |
| 2025 | Mejor guion            | A Real Pain             | Nominado  |

Premios Golden Raspberry
| Año  | Categoría             | Película                           | Resultado |
| ---- | --------------------- | ---------------------------------- | --------- |
| 2016 | Peor actor de reparto | Batman v Superman: Dawn of Justice | Ganador   |

## Doblaje
En Latinoamérica, Jesse Eisenberg suele ser doblado por Héctor Emmanuel Gómez. Otros de los muchos actores que lo han doblado son Moisés Iván Mora, José Antonio Macías, Marcos Abadi, Gabriel Ortiz, Carlos Jiménez y Pablo Gandolfo .